# Елян, Амо Сергеевич
Амо Сергеевич Елян (арм. Համո Սերգեյի Յոլյան, 1903—1965) — советский государственный и военно-промышленный деятель, один из основателей советского ВПК и руководитель целого ряда его ведущих предприятий, генерал-майор инженерно-технической службы (звание присвоено 18 ноября 1944). Герой Социалистического Труда. Лауреат четырёх Сталинских премий.

## Биография
Амо Сергеевич родился 10 января 1903 года в Баку. Армянин.

### Образование и трудовая деятельность
В 1919 году окончил 7 классов Зангезурской прогимназии.
Трудовую деятельность начал секретарём отдела Управления ревкома в Горисе, затем в этом же городе работал в управлении городского комитета Коммунистического интернационала молодёжи. Член РКП(б) с 1919 года. С 1922 года работал в партийных органах Туркменской ССР и АзССР.
В 1925 году перешёл в фирму «Азнефть», где работал слесарем-инструментальщиком. В 1929 году, согласно постановлению бюро Бакинского комитета партии, Елян был назначен руководителем парторганизации завода имени С. М. Кирова в Баку.
Образование получал с перерывами: в 1923—1926 годах учился в Азербайджанском политехническом институте (ныне Азербайджанская государственная нефтяная академия); в 1929 году окончил курсы холодной обработки металлов при тресте «Азнефть»; с 1928 по 1930 годы учился на подготовительном отделении ИКП в Баку.
В 1931 году, в возрасте 28 лет, был назначен директором Бакинского завода имени С. М. Кирова. Затем его перевели в Москву и назначили техническим директором Всесоюзного треста «Бурнефтемаш». В 1935 году А. С. Елян по личному распоряжению Г. К. Орджоникидзе был откомандирован на стажировку в США, где устроился работать на один из фордовских заводов простым кузнецом. В СССР Амо Сергеевич вернулся с солидным запасом чертежей и различной технологической документацией, добытых полулегальными способами.
В 1937 году Елян становится техническим директором Московского патронного завода № 32 НКОП СССР, с 23 июня 1937 года по 1940 год — директор Ульяновского завода № 3, а в 1940 году его назначают директором Горьковского машиностроительного завода № 92.

### Военные годы
В начале Великой Отечественной войны завод № 92 оказался одним из немногих артиллерийских предприятий, работавших в полную мощность. Большинство других советских заводов либо находились в процессе перебазирования на восток, либо вообще оказались на оккупированных территориях. Под руководством А. С. Еляна на заводе № 92 впервые в мировой практике была применена технология поточного (конвейерного) производства пушек. Если в предвоенное время завод выпускал около 500 орудий ежемесячно, то после модернизации производства количество выдаваемой продукции было увеличено в десятки раз. Всего за военные годы на заводе № 92 было выпущено более 100 тысяч пушек различного калибра. Это больше, чем смог произвести за эти годы весь военно-промышленный комплекс нацистской Германии.
Указом Президиума Верховного Совета СССР «О присвоении звания Героя Социалистического Труда товарищам Быховскому А. И., Ванникову Б. Л., Гонор Л. Р., Еляну А. С., Новикову В. Н. и Устинову Д. Ф.» от 3 июня 1942 года за «за выдающиеся заслуги в деле организации производства, освоение новых видов артиллерийского и стрелкового вооружения и умелое руководство заводом» удостоен звания Героя Социалистического Труда с вручением ордена Ленина и медали «Золотая Звезда».

### Послевоенное время
После войны завод № 92 был ведущим предприятием по разработке и производству оборудования для предприятий по разделению изотопов урана и по созданию первых атомных реакторов. Значительная часть оборудования, применяемого на первых промышленных уран-графитовых и уран-тяжеловодных реакторах, была разработана и изготовлена на заводе под руководством А. С. Еляна.
Одновременно с этой работой с 1947 года Елян занимал должность заместителя Министра вооружений СССР. В апреле 1951 года ему было поручено возглавить КБ-1. Эта организация активно занималась созданием системы противовоздушной обороны вокруг Москвы. Первая в мире зенитная ракетная система ПВО С-25 «Беркут» (главные конструкторы П. Н. Куксенко и С. Л. Берия) была принята на вооружение в мае 1955 года — раньше, чем её аналоги были созданы в США и Великобритании.
КБ-1 много лет спустя было преобразовано в НПО «Алмаз», выпускающее сегодня лучшие в мире системы ПВО, в том числе знаменитые С-300 и С-400.
А. С. Елян вёл активную общественную работу. Неоднократно избирался членом городских (Бакинский, Ульяновский, Горьковский) комитетов ВКП(б), членом горсовета[какого?]. В 1947 и 1951 годах Елян избирался депутатом в Верховный Совет РСФСР от города Горького.

### Последние годы жизни

Могила Еляна на Новодевичьем кладбище Москвы.

Вскоре после смерти Сталина и ареста Л. П. Берии Амо Сергеевич Елян был снят со всех должностей и назначен главным механиком на один из подмосковных заводов. Однако из-за серьёзных проблем со здоровьем проработал он там недолго. После серии тяжёлых инсультов Амо Сергеевич на долгие годы оказался прикован к постели.
Умер 15 января 1965 года. Похоронен в Москве на Новодевичьем кладбище (участок № 6).

## Память
Амо Сергеевич Елян послужил прототипом главного героя книги Веры Пановой «Кружилиха».

## Родственники
?

## Награды
- Герой Социалистического Труда (3.6.1942);
- четыре ордена Ленина (1941, 3.6.1942, 1944, 1951);
- орден Суворова I степени (1945);
- орден Отечественной войны I степени;
- два ордена Трудового Красного Знамени (1939; 29.10.1949);
- медали;
- Сталинская премия первой степени (1946) — за коренное усовершенствование технологии и организацию высокопроизводительного поточного метода производства пушек, обеспечившее значительное увеличение их выпуска при снижении расхода металла и уменьшении потребности в рабочей силе;[6]
- Сталинская премия второй степени (29.10.1949) — 3а разработку разгрузочного механизма для завода «А» комбината № 817;
- Сталинская премия первой степени (1951) — за успешную организаций производства диффузионных машин